# Vũ Ngọc Hải
Vũ Ngọc Hải (sinh năm 1931 tại thành phố Huế) là một chính khách và kỹ sư điện lực người Việt Nam. Ông nguyên là Ủy viên Ban Chấp hành Trung ương Đảng Cộng sản Việt Nam dự khuyết (Khoá V), rồi ủy viên chính thức (Khoá VI, VII) đồng thời ông cũng là nguyên Bộ trưởng Bộ Năng lượng Việt Nam giai đoạn (1986-1992). Tên tuổi của ông gắn liền với công trình xây dựng đường dây truyền tải điện Bắc Nam 500KV trong những năm 90 của thế kỷ trước.

## Thân thế sự nghiệp
Ông quê quán tại Thành phố Huế, tỉnh Thừa Thiên–Huế. Ông công tác 14 năm ở Nhà máy Nhiệt điện Uông Bí với vai trò kỹ sư điện. Từ năm 1979, ông làm Phó Giám đốc, rồi Giám đốc Công ty Điện lực miền Bắc, sau đó làm Thứ trưởng Bộ Năng lượng.
Năm 1982, ông được bầu làm Ủy viên dự khuyết Ban Chấp hành Trung ương Đảng khóa V, Ủy viên chính thức Ban Chấp hành Trung ương Đảng khóa VI (năm 1986) khóa VII (năm 1991), năm 1987 làm Bộ trưởng đầu tiên Bộ Năng lượng. 
Sau khi hoàn thành công trình xây dựng đường dây truyền tải điện Bắc Nam 500KV, ông bị khởi tố vì những sai phạm trong dự án này. Ông bị án phạt 3 năm tù giam và được đặc xá sau khi thụ án 1 năm tại Trại Thanh Xuân (V26, Bộ Công an). Thông thường, khi đặc xá mỗi phạm nhân phải viết một bản tường trình, trong đó phải viết "tôi đã nhận rõ tội lỗi"; nhưng Vũ Ngọc Hải dứt khoát không viết như vậy.
Ông đã từng được cố Thủ tướng Võ Văn Kiệt vào tận trại giam gắn kỷ niệm chương đường dây 500 kV; cố Phó Thủ tướng Thường trực Phan Văn Khải và 28 bộ trưởng, thứ trưởng trong Chính phủ Việt Nam vào tù thăm nom.
Sau khi ra tù, ông được cử làm Đặc phái viên của Thủ tướng và Cố vấn của Bộ trưởng Năng lượng cho đến năm 1998, thì được Chính phủ Việt Nam cho nghỉ hưu, với mức lương hưu chuyên gia cao cấp bậc hai: 8,0 (Bộ trưởng là 8,2).
Nhà báo Xuân Ba đã có ba bài báo viết về ông: "Khi Bộ trưởng vào tù", "Khi Bộ trưởng ở tù" và "Khi Bộ trưởng ra tù".

## Câu nói ấn tượng
- Dự báo về năng lượng (tại thời điểm năm 2000):

| “ | Các anh mà không lo mạch hai thì đến năm 2006-2007 miền Bắc sẽ phải cắt điện rất lớn. Vì trước đây, dự kiến của chúng tôi là giai đoạn đó có thể đưa Thủy điện Sơn La vào phát điện, nhưng nay Sơn La còn lâu mới hoàn thành, nếu không có mạch hai, với tốc độ phát triển như hiện nay thì miền Bắc buộc phải cắt điện luân phiên vì thiếu điện trầm trọng. Vì một mạch không thể đáp ứng được yêu cầu. | ” |
| — Nói với: Hoàng Trung Hải, Bộ trưởng Bộ Công nghiệp và Đào Văn Hưng, Tổng Giám đốc Tổng Công ty Điện lực Việt Nam | |   |